# Alpen Cup kobiet w skokach narciarskich 2003/2004
Alpen Cup kobiet w skokach narciarskich 2003/2004 – 4. edycja Alpen Cup kobiet, która rozpoczęła się 30 sierpnia 2003 konkursem w Velenje, a zakończyła 29 lutego 2004 w szwajcarskim Sankt Moritz. Cykl został podzielony na letni (4 konkursy) i zimowy (6 konkursów). Tytuł obroniła Daniela Iraschko.

## Kalendarz i wyniki
| Lp.                                             | Data                                            | Miejscowość                                     | Skocznia                                        | K                                               | 1. miejsce       | 2. miejsce          | 3. miejsce          |
| ----------------------------------------------- | ----------------------------------------------- | ----------------------------------------------- | ----------------------------------------------- | ----------------------------------------------- | ---------------- | ------------------- | ------------------- |
| —                                               | 30 sierpnia 2003                                | Velenje                                         | Grajski grič                                    | K-85                                            | odwołany         | odwołany            | odwołany            |
| —                                               | 31 sierpnia 2003                                | Velenje                                         | Grajski grič                                    | K-85                                            | odwołany         | odwołany            | odwołany            |
| 1.                                              | 11 października 2003                            | Predazzo                                        | Trampolino Dal Ben                              | K-95                                            | Daniela Iraschko | Anette Sagen        | Helena Olsson Smeby |
| 2.                                              | 12 października 2003                            | Predazzo                                        | Trampolino Dal Ben                              | K-95                                            | Daniela Iraschko | Helena Olsson Smeby | Monika Pogladič     |
| Sommer-Alpencup – klasyfikacja końcowa          | Sommer-Alpencup – klasyfikacja końcowa          | Sommer-Alpencup – klasyfikacja końcowa          | Sommer-Alpencup – klasyfikacja końcowa          | Sommer-Alpencup – klasyfikacja końcowa          | Daniela Iraschko | Helena Olsson Smeby | Monika Pogladič     |
|                                                 |                                                 |                                                 |                                                 |                                                 |                  |                     |                     |
| 3.                                              | 18 grudnia 2003                                 | Predazzo                                        | Trampolino Dal Ben                              | K-95                                            | Daniela Iraschko | Eva Ganster         | Tanja Drage         |
| 4.                                              | 19 grudnia 2003                                 | Predazzo                                        | Trampolino Dal Ben                              | K-95                                            | Daniela Iraschko | Eva Ganster         | Tanja Drage         |
| —                                               | 17 stycznia 2004                                | Berchtesgaden                                   | Kälbersteinschanze                              | K-90                                            | odwołany         | odwołany            | odwołany            |
| —                                               | 18 stycznia 2004                                | Berchtesgaden                                   | Kälbersteinschanze                              | K-90                                            | odwołany         | odwołany            | odwołany            |
| 5.                                              | 28 lutego 2004                                  | Sankt Moritz                                    | Olympiaschanze                                  | K-95                                            | Monika Pogladič  | Ulrike Gräßler      | Maja Vtič           |
| 6.                                              | 29 lutego 2004                                  | Sankt Moritz                                    | Olympiaschanze                                  | K-95                                            | Monika Pogladič  | Maja Vtič           | Ulrike Gräßler      |
| Alpen Cup kobiet 2003/04 – klasyfikacja końcowa | Alpen Cup kobiet 2003/04 – klasyfikacja końcowa | Alpen Cup kobiet 2003/04 – klasyfikacja końcowa | Alpen Cup kobiet 2003/04 – klasyfikacja końcowa | Alpen Cup kobiet 2003/04 – klasyfikacja końcowa | Daniela Iraschko | Monika Pogladič     | Eva Ganster         |

## Statystyki indywidualne
| Zawodniczka | Predazzo | Predazzo | Predazzo | Predazzo | Sankt Moritz | Sankt Moritz |
| Austria | Austria  | Austria  | Austria  | Austria  | Austria      | Austria      |
| --- | -------- | -------- | -------- | -------- | ------------ | ------------ |
| Tanja Drage | 14       | 14       | 3        | 3        | –            | –            |
| Eva Ganster | 7        | 6        | 2        | 2        | –            | –            |
| Daniela Iraschko | 1        | 1        | 1        | 1        | –            | –            |
| Magdalena Kubli | 10       | 9        | –        | –        | –            | –            |
| Stephanie Purr | –        | –        | 6        | 6        | –            | –            |
| Katrin Stefaner | 13       | 8        | 4        | 4        | –            | –            |
| Francja |          |          |          |          |              |              |
| Camille Lizon | –        | –        | –        | –        | 8            | 4            |
| Virginie Reynoud | –        | –        | –        | –        | 7            | 8            |
| Niemcy |          |          |          |          |              |              |
| Ulrike Gräßler | 11       | 11       | –        | –        | 2            | 3            |
| Carina Hils | 16       | 12       | –        | –        | –            | –            |
| Angelika Kühorn | 18       | 17       | –        | –        | –            | –            |
| Jenna Mohr | 8        | 7        | –        | –        | 6            | 7            |
| Kristin Schmidt | 9        | 10       | –        | –        | –            | –            |
| Norwegia |          |          |          |          |              |              |
| Kristin Fridtun | 15       | 13       | –        | –        | –            | –            |
| Line Jahr | 5        | 4        | –        | –        | –            | –            |
| Anette Sagen | 2        | dsq      | –        | –        | –            | –            |
| Słowenia |          |          |          |          |              |              |
| Petra Benedik | 17       | 16       | –        | –        | –            | –            |
| Tamara Kančilija | 12       | 15       | –        | –        | 5            | 6            |
| Monika Pogladič | 4        | 3        | –        | –        | 1            | 1            |
| Urška Rozman | –        | –        | –        | –        | 4            | 5            |
| Maja Vtič | 6        | 5        | –        | –        | 3            | 2            |
| Szwecja |          |          |          |          |              |              |
| Helena Olsson Smeby | 3        | 2        | –        | –        | –            | –            |
| Włochy |          |          |          |          |              |              |
| Lisa Demetz | –        | –        | 5        | 5        | –            | –            |
| Barbara Stuffer | –        | –        | 7        | 7        | –            | –            |
| Legenda |          |          |          |          |              |              |
| 1-3 4-30 poniżej 30 dns – Zawodniczka zgłoszona nie wystartowała w konkursie. dsq – Zawodniczka została zdyskwalifikowana w konkursie. – – Zawodniczka nie została zgłoszona do konkursu 1 – Zawodniczka nie wystartowała w drugiej serii |          |          |          |          |              |              |

## Klasyfikacja generalna
| Miejsce | Zawodnik            | Występy | Punkty |
| ------- | ------------------- | ------- | ------ |
| 1.      | Daniela Iraschko    | 4       | 400    |
| 2.      | Monika Pogladič     | 4       | 310    |
| 3.      | Eva Ganster         | 4       | 236    |
| 4.      | Maja Vtič           | 4       | 225    |
| 5.      | Ulrike Gräßler      | 4       | 188    |
| 6.      | Tanja Drage         | 4       | 156    |
| 7.      | Katrin Stefaner     | 4       | 152    |
| 8.      | Jenna Mohr          | 4       | 144    |
| 9.      | Helena Olsson Smeby | 2       | 140    |
| 10.     | Tamara Kančilija    | 4       | 123    |
| 11.     | Urška Rozman        | 2       | 95     |
| 12.     | Lisa Demetz         | 2       | 90     |
| 13.     | Line Jahr           | 2       | 85     |
| 14.     | Camille Lizon       | 2       | 82     |
| 15.     | Stephanie Purr      | 2       | 80     |
| 15.     | Anette Sagen        | 1       | 80     |
| 17.     | Barbara Stuffer     | 2       | 72     |
| 18.     | Virginie Reynoud    | 2       | 68     |
| 19.     | Kristin Schmidt     | 2       | 55     |
| 19.     | Magdalena Kubli     | 2       | 55     |
| 21.     | Kristin Fridtun     | 2       | 36     |
| 22.     | Petra Benedik       | 2       | 29     |
| 23.     | Carina Hils         | 2       | 27     |
| 23.     | Angelika Kühorn     | 2       | 27     |